# Душан Богдановић (политичар)
Душан Богдановић (Вребац, код Госпића, 20. октобар 1885 — Београд, 7. септембар 1944) био је српски и југословенски публициста и политичар који се својим деловањем посебно истакао у Другом светском рату, током којег је достигао врхунац политичке активности. Био један од главних антифашиста и вођа Народноослободилачког покрета у окупираној Србији. По одређеним казивањима учесника Народноослободилачке борбе био је предвиђен за првог председника Србије. Душанов политички саборац др Драгољуб Јовановић писао је о његовој непоколебљивој оданости идеалима, Русији и Републици, којих се није одрекао ни на самом крају пред стрељачким водом месеца септембра 1944. године.

## Биографија
Рођен је 20. октобра 1885. године у селу Вребац, код Госпића. Након завршене основне школе у родном селу, школовање наставља у гимназијама у Госпићу и Карловцу. Студије филозофије уписује у Загребу и почиње са политичким деловањем. Био је председник Српског певачког друштва Балкан, са којим је 1905. гостовао у Краљевини Србији. У то време је, под псеудонимом Подвелебићанин, слао дописе листу Србобран, органу српско-хрватске коалиције. Због учествовања у демонстрацијама против аустроугарских власти бива избачен са факултета те студије наставља широм Европе у Бечу, Прагу, Лозани, Берлину и у Лајпцигу где се обрео као стипендиста Владе Краљевине Србије. Боравећи на страним универзитетима усавршио је знање немачког, француског, енглеског и италијанског језика.
Године 1914, непосредно пре објаве рата, последњим возом се преко Немачке пребацио у Русију и преко Румуније прешао у Београд. По доласку се одмах пријавио у добровољце и учествовао у борбама на Дрини. Са војском и народом прелази Албанију и стиже на острво Крф где је уређивао један војни лист. Након молбе шефа српске војне мисије Милана Прибићевића (рођеног брата Светозара Прибићевића) упућене српској влади, марта месеца 1917. године,  Душан одлази преко Швајцарске у САД, где је постављен на функцију Милановог заменика. Душан, Милан и гуслар Петар Перуновић Перун су водили пропаганду у корист Краљевине Србије и радили на прикупљању југословенских исељеника који су били вољни да се боре као добровољци на Солунском фронту. Поред функције заменика шефа војне мисије, Душан је био и члан Југословенског народног вијећа, огранка Југословенског одбора и представничког тела југословенског покрета у Сједињеним Америчким Државама.
По повратку у Краљевство СХС, 1919. године радио је у Министарству аграрне реформе, а затим се посветио публицистици и превођењу. Превео је Черчилове књиге „Светски рат” у периоду између 1934. и 1936. године.
У политичком смислу био је најпре републиканац, а затим је прешао у Земљорадничку странку, где је припадао је левом крилу странке. Одвојио се од земљорадничке странке заједно са др Драгољубом Јовановићем и после оснивања Народне сељачке странке, 1940. године, постао потпредседник и члан њеног Главног одбора и Извршног одбора.
Уочи Другог светског рата, преко њега је Комунистичка партија Југославије (КПЈ) одржавала контакт са овом странком, а током окупације био је веза између КПЈ и припадника Народне сељачке странке. Био је активан поборник Народноослободилачког покрета и борбе против окупатора. Заједно са Драгомиром Милосављевићем, чланом НСС из Банатског Брестовца, и са Пером Павковим, власником кафане Код Пере Сремца из Крњаче, руководио је допремање хране за бањичке логораше и партизанске јединице у Срему. Храна је сакупљана из села у околини Панчева и из Панчевачког Рита све до његовог хапшења.
У јесен 1943. године позван је да пређе на ослобођену територију, у вези формирања Антифашистичког већа народног ослобођења Југославије (АВНОЈ), али је ухапшен у ноћи између 19. и 20. октобра 1943. године од стране специјалне полиције. До његовог хапшења је дошло након октобарске провале, почетком октобра 1943, када су ухапшени Вера Милетић и Василије Буха, који су одали велики број чланова партије и симпатизера НОП-а.
По хапшењу је био одведен у затвор у Ђушиној улици, а након шест месеци проведених у самици пребачен у Бањички логор. Стрељан је 7. септембра 1944. на Јеврејском гробљу у Београду, а сахрањен је у Алеји стрељаних родољуба 1941—1944. на Новом гробљу.
Све време боравка у затвору у Ђушиној улици и Бањичком логору, држао се храбро, достојанствено и разборито. Имао је храбрости да отворено каже Бошку Бећаревићу да се свео на улогу бедног фашистичког слуге, а пред стрељање је заједно са још неколико затвореника добациовао управнику логора Светозару Вујковићу  и агенту Радану Грујичићу, да ће их ускоро стићи заслужена казна од народа. Непосредно по послатој поруци био је избоден камама од стране стражара и након тога стрељан.
У својој изјави о учествовању у НОБ-у, Пера Павков је изнео тврдњу да је Душан Богдановић од самог почетка рата био предвиђен за председника Србије, као и да је то у свом говору потврдио Душанов саборац др Синиша Станковић. Председник Президијума Народне скупштине Србије је у свом говору приликом ослобођења Београда изјавио да то место није требало да припадне њему, већ Душану Богдановићу.
Једна улица у Београду, на Врачару, је до 2004. године носила назив Душана Богдановића, када је преименована у Улицу Патријарха Гаврила.

## Породица
Душан је био ожењен са Зором Војводић, ћерком свештеника Симе Војводића из Срба и учитељице Софије Мајсторовић. Имао је ћерке Косовку и Раду и сина Љубомира, који је био југословенски глумац и члан Југословенског драмског позоришта. Син Душанове ћерке Косовке био је глумац и режисер Срђан Клечак. Рођени брат му је био секретар и шеф кабинета министра унутрашњих послова Сетозара Прибићевића, адвокат и дугогодишњи народни посланик Народне радикалне странке (ЈРЗ) Иса Богдановић.